# 鈴木喜久子
鈴木 喜久子（すずき きくこ、1935年8月2日 - ）は、九段法律事務所所属の日本の弁護士（登録番号：18585）。元日本社会党衆議院議員（1期）。東京都出身。

## 経歴
1935年、東京府に生まれ、幼少時に父を亡くす。1954年に東京都立日比谷高等学校卒業後、結婚し主婦となる。
1965年4月、中央大学法学部入学。1969年3月に同学部卒業後、1980年9月に8回目の受験・女性合格者中最高齢の44歳で司法試験に合格し、司法修習（35期）。合格をメディアが取り上げ、同年12月、第31回NHK紅白歌合戦に審査員として出演する。1987年、弁護士事務所開業、1988年4月、第一東京弁護士会登録。
1990年2月、39回衆院選に旧東京1区（定数3）から日本社会党公認で立候補し初当選（10人中1位、得票72117）、1990年3月に社会党1年生議員のグループ「ニューウェーブの会」、1992年11月に派閥「シリウス」に参加。1993年6月、40回衆院選に旧東京1区（定数3）から日本社会党公認で立候補し落選（9人中5位、得票26711）後、弁護士活動再開。1995年7月、17回参院選に東京都選挙区（定数4）から社会党・生活者ネット推薦で立候補し落選（72人中7位、得票193161）。1996年10月、41回衆院選に東京13区から旧民主党公認で立候補し落選（4人中4位、得票24044）。比例代表東京ブロックにも名簿7位で重複立候補していたが落選（惜敗率34.0％）。
1998年10月から2002年9月まで東京家庭裁判所八王子支部家事調停委員。テレビドラマの「はみだし弁護士・巽志郎」シリーズや「見えないイソベン・里村タマミの事件簿」、「古畑任三郎 しゃべりすぎた男」の法律監修や、朝日新聞家庭面の法律相談欄を担当。日弁連女性の権利に関する委員会委員、第一東京弁護士会の常議員・業務対策委員会委員・消費者問題対策委員会委員・仲裁センター仲裁人候補者。「アイムパーソナルカレッジ」アイムセラピールームスーパーバイザー。

## 著書
- 『夫婦いざこざ名ドクター鈴木喜久子の離婚クリニック』（オレンジ出版オレンジブックス、1985年12月）ISBN 4-87179-007-X
- 第一東京弁護士会遺言センター編『財産を残すなら遺言も残せ』（実業之日本社、1989年6月）ISBN 4-408-13109-1
- 『日常生活の諸届と書式　官公庁・学校・職場への届け出実例集　婚姻・出生・死亡・印鑑登録・始末書・退職など』（主婦の友社、1990年8月）ISBN 4-07-935340-5
- 『まだまだ、もっと 妻も弁護士も代議士も』（黎明出版、1993年8月）ISBN 4-947576-04-9
- 『妻たちが別れを告げるとき　熟年離婚の七つのケース』（河出書房新社、1996年1月）ISBN 4-309-01042-3
- 『完全なる離婚　女性のための7ステップ/77ケース』（婦人画報社Heart createシリーズ、1998年11月）ISBN 4-573-11013-5